# 루에드리 콘로이
로리 콘로이(Rúaidhrí Conroy, 영어 발음: /ˈrɔːri/, 1979년 11월 30일 ~ )는 아일랜드의 배우이다.
더블린에서 태어났다.

## 영화
- 필그리미지 (2017년) - 루아 역
- 마이 보이 잭 (2007년)
- 베드 & 브렉퍼스트 (2006년)
- 데스워치 (2002년)
- 하트의 전쟁 (2002년)
- 웬 더 스카이 폴스 (2000년)
- 뱀의 키스 (1997년)
- 밴 (1996년)
- 크락워크 마이스 (1995년)
- 오씨 (1992년)
- 내 노래를 들어라 (1991년)